# Feldmoching (métro de Munich)
Feldmoching (en allemand : U-Bahnhof Feldmoching) est la station terminus nord de la ligne U2 du métro de Munich. Elle est située dans le quartier Feldmoching (de), sur le secteur Feldmoching-Hasenbergl de Munich en Allemagne.
Mise en service en 1996, elle est desservie par les rames de la ligne U2 et est en correspondance directe avec la gare de Munich-Feldmoching de la S-Bahn de Munich.

## Situation sur le réseau

Plan du métro (2020).

Établie en souterrain, Feldmoching est la station terminus nord de la ligne U2 du métro de Munich. Elle est située avant la station Hasenbergl, en direction du terminus est Messestadt Ost,.
Elle dispose d'un quai central encadré par les deux voies de la ligne U2. Les deux voies se poursuivent en voie de garage sur une courte distance vers l'ouest.

## Histoire
La station terminus Feldmoching est mise en service le 26 octobre 1996, lors de l'ouverture à l'exploitation du prolongement de la ligne U2 de Dülferstraße à Feldmoching. La station est conçue par l'architecte Peter Lanz, en collaboration avec le Métro de Munich. La décoration murale, faite de trente deux panneaux sérigraphiés évoquant la vie rurale du village, est due à Florian Heine, Ricarda Dietz (de) et Marc Sigl, et l'éclairage de Werner Lampl un bureau d'ingénierie. Son emplacement a été choisi pour permettre des correspondances avec la gare de Feldmoching située à côté en surface, mais c'est seulement en 2009 qu'un escalier permet un lien direct entre le quai du métro et celui de la gare ce lien étant déjà réalisé par un ascenseur.